# Glympis fraterna
Glympis fraterna är en fjärilsart som beskrevs av William Schaus. Glympis fraterna ingår i släktet Glympis och familjen nattflyn. Inga underarter finns listade i Catalogue of Life.